# Potštát
Potštát (en allemand : Bodenstadt) est une ville du district de Přerov, dans la région d'Olomouc, en République tchèque. Sa population s'élevait à 1 244 habitants en 2024.

## Géographie
Potštát se trouve à 12 km au nord-ouest de Hranice, à 25 km au nord-est de Přerov, à 30 km à l'est-sud-est d'Olomouc, à 49 km à l'est-sud-est d'Ostrava et à 236 km à l'est-sud-est de Prague.
La commune est limitée par Luboměř pod Strážnou et Luboměř au nord, par Jindřichov et Partutovice à l'est, par Olšovec, Radíkov et Hranice, et par la zone militaire de Libavá à l'ouest.

## Histoire
La première mention écrite de la localité date de 1322. De 1938 à 1945, elle est l'une des municipalités du Sudetenland (en).

## Patrimoine

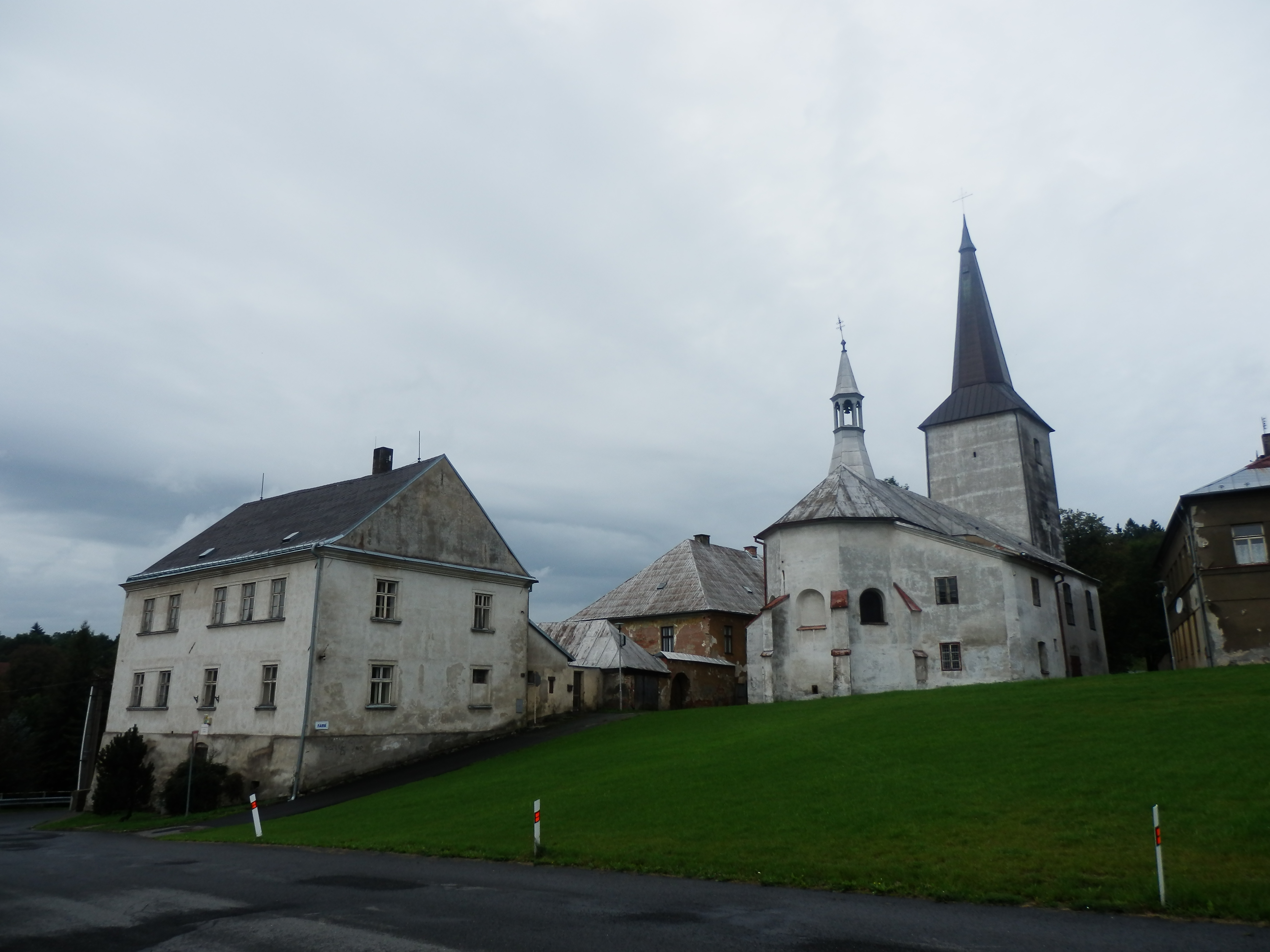
Église Saint-Barthélemy à Potštát.
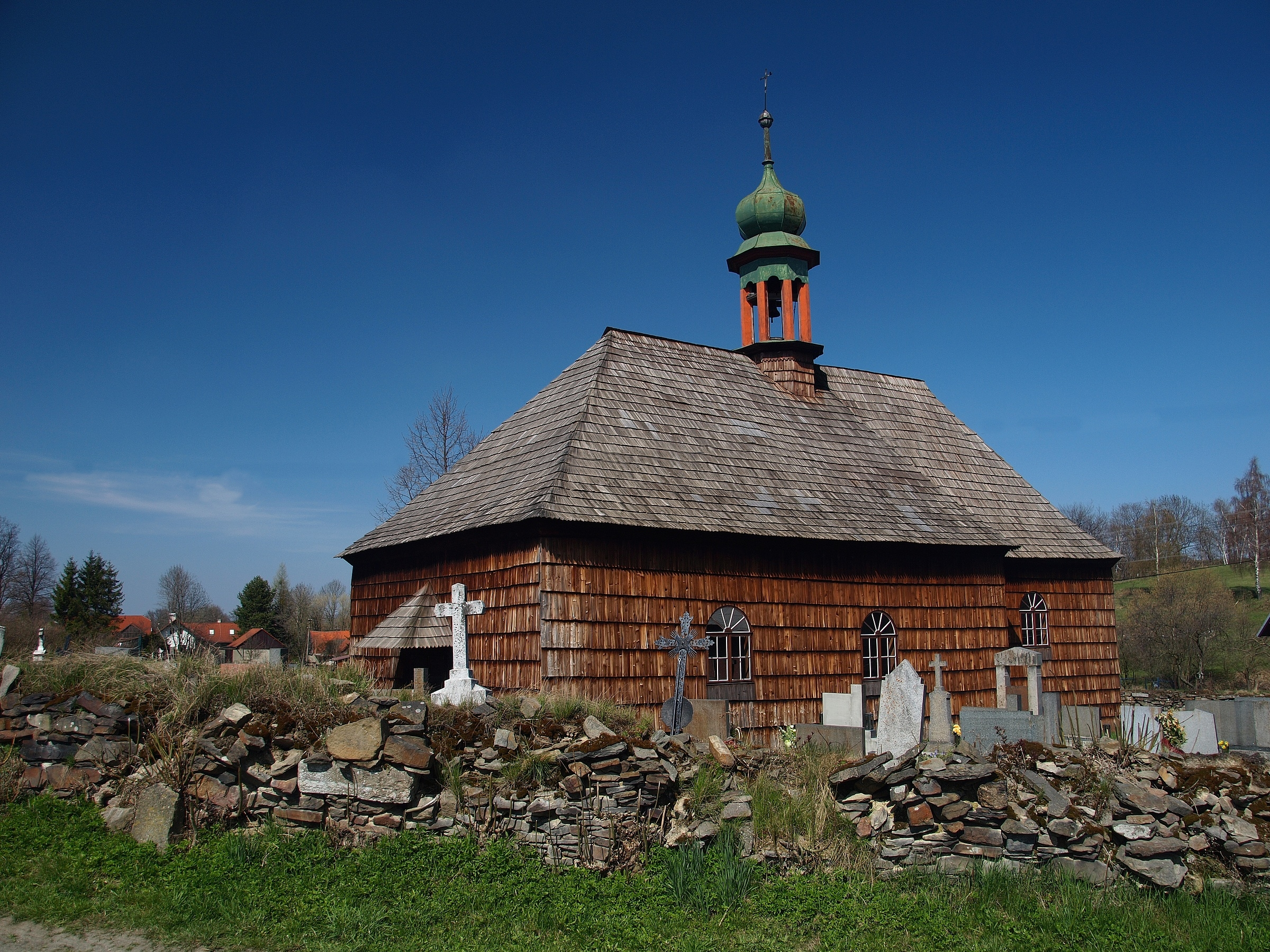
Église Saint-Jean-Baptiste à Lipná.
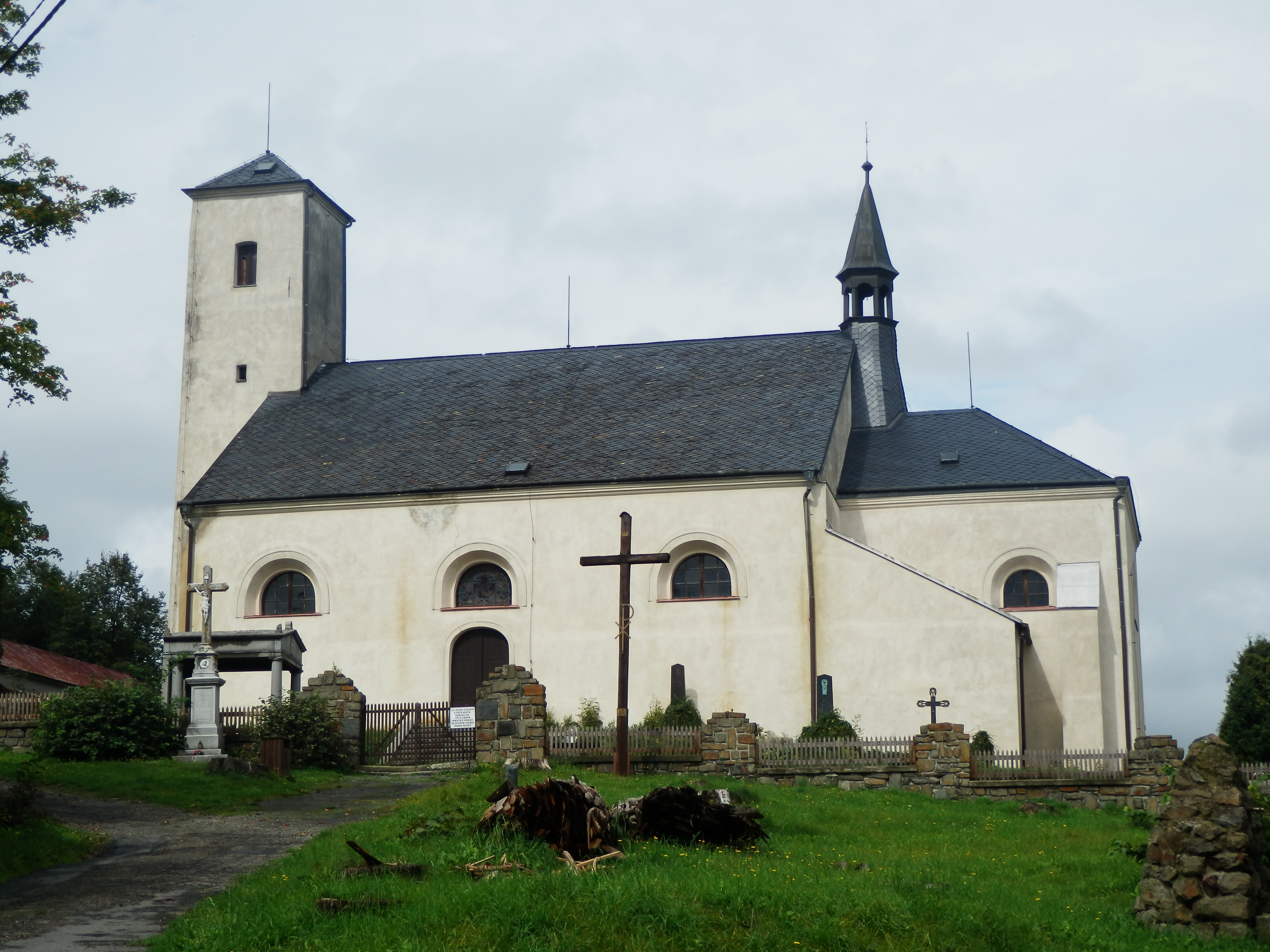
Église de l'Assomption à Potštát.

## Administration
La commune se compose de cinq sections :
- Potštát
- Boškov
- Kovářov
- Kyžlířov
- Lipná

## Transports
Par la route, Potštát se trouve à 14 km de Hranice, à 30,6 km de Přerov, à 34 km d'Olomouc et à 297 km de Prague.